# Железинка (приток Сарагожи)
Железинка — река в России, протекает по Тверской области (Лесной район). Река вытекает из озера Железинское. Устье реки находится в 14 км по правому берегу реки Сарагожа. Длина реки составляет 28 км, площадь водосборного бассейна — 192 км².
В 5,2 км от устья слева в Железинку впадает Молоница.
На реке стоит деревня Железенка Медведковского сельского поселения.

## Данные водного реестра
По данным государственного водного реестра России относится к Верхневолжскому бассейновому округу, водохозяйственный участок реки — Молога от истока и до устья, речной подбассейн реки — Реки бассейна Рыбинского водохранилища. Речной бассейн реки — (Верхняя) Волга до Куйбышевского водохранилища (без бассейна Оки).
Код объекта в государственном водном реестре — 08010200112110000006191.

## Топографическая карта
- Лист карты O-36-72 Лесное. Масштаб: 1 : 100 000. Состояние местности на 1975 год. Издание 1978 г.